# Павліха Наталія Володимирівна
Наталія Володимирівна Павліха (дата народження 12 липня 1970 р.) — український учений-економіст. 
Доктор економічних наук, професор. Академік АН ВШ України з 2008 р.

## Біографія
Народилась у м. Луцьку у сім'ї службовців. З 1977 по 1987 р. навчалась у середній школі № 18 м. Луцька. У 1987 р. вступила до Луцького державного педагогічного інституту ім. Лесі Українки на природничо-географічний факультет, який закінчила у 1992 р. З 1990 по 1992 р. працювала методистом-організатором туристично-екскурсійної роботи на приватному підприємстві. У 1992 р. була призначена на посаду асистента кафедри екології і безпеки виробництва Луцького державного технічного університету, а 1994 р. переведена на посаду старшого викладача. Протягом 1993–1996 рр. навчалась в аспірантурі. У 1996 р. захистила кандидатську дисертацію на тему «Регіональна соціально-економічна система в зоні радіаційного забруднення (особливості формування та розвитку)», після чого призначена на посаду старшого викладача кафедри економіки та управління виробництвом, з 1997 р. — працювала доцентом цієї кафедри. У 2002 р. була зарахована в докторантуру Інституту регіональних досліджень НАН України, після закінчення якої у 2005 р. призначена на посаду доцента кафедри Міжнародних економічних відносин Волинського національного університету ім. Лесі Українки. У 2007 р. захистила дисертацію на здобуття наукового ступеня доктора економічних наук на тему «Організаційно-інституційні засади сталого просторового розвитку регіону» з спеціальності 08.00.05 — «Розвиток продуктивних сил і регіональна економіка». 3 2007 р. працює завідувачем кафедри міжнародних економічних відносин.

## Освіта
| Освіта (вища)  | Освіта (вища)                                                              |
| -------------- | -------------------------------------------------------------------------- |
| 2002-2005 роки | Навчання в докторантурі Інституту регіональних досліджень НАН України      |
| 1993-1996 роки | Навчання в аспірантурі Луцького державного технічного університету         |
| 1987-1992 роки | Навчання в Луцькому державному педагогічному інституті імені Лесі Українки |

## Наукові інтереси
Регіональна економіка, міжнародна економіка, управління проектами, сталий просторовий розвиток.

## Наукова діяльність
Автор 280 наукових робіт, серед яких 10 монографій і 7 навчальних посібників, виконаних у співавторстві.
Нагороджена знаком «Відмінник освіти України». З 2008 р. — академік Академії економічних наук України зі спеціальностей «Регіональна економіка», «Міжнародна економіка». Голова Волинського обласного осередку Всеукраїнської громадської організації «Українська асоціація економістів-міжнародників», член науково-координаційної ради Західного наукового центру НАН України і МОН України у Волинській обл. З 2009 р.  до 2013 р. — експерт ради ВАК України. З